# NiGHTS
Nights (ナイツ?, Naitsu) (scritto ufficialmente NiGHTS) è un personaggio dei videogiochi proveniente dai videogiochi Nights into Dreams... e Nights: Journey of Dreams, sviluppati e pubblicati da SEGA. Nights è un "Nightmaren", residente a Nightopia, un mondo dove ogni notte vengono realizzati i sogni di tutti gli umani. Indossa un completo viola simile a quello dei jolly, con una pietra preziosa di colore rosso a forma di diamante sul petto. Sui fumetti Archie si dice che questo gioiello sia un pezzo di ideya (cristallo sferico rappresentante l'energia dei sogni) di colore rosso che si è rotto e si è conficcato nel suo petto. Tutti i Nightmaren, incluso Nights, sono asessuati.

## Apparizioni
La prima apparizione di Nights è stata nel videogioco Nights into Dreams... per il Sega Saturn. Il secondo gioco della serie, Nights: Journey of Dreams, è per il Wii. Nights compare inoltre in Christmas NiGHTS per il Saturn, e ha un ruolo in Sega Superstars Tennis. Takashi Iizuka ha riferito che sarebbe molto interessato a creare NiGHTS 3, ma che sarà la direzione di SEGA a decidere.
Altro videogioco meno conosciuto è NiGHTS Score Attack per GameBoy Advance: lo si può trovare giocando a Phantasy Star Online Episode I & II per GameCube. Completando una quest'nella modalità online e collegando il GBA al GameCube è possibile scaricare sulla console portatile questo gioco, simile al primo episodio della serie di Nights, in cui si deve ottenere il più alto punteggio nel minor tempo possibile.
Tiger Electronics ha inoltre pubblicato un videogioco portatile interamente incentrato su Nights, e questo è stato poi inserito tra i giochi del R-Zone.

### Apparizioni esterne
Nights è apparso in numerosi altri giochi, come
- Sonic Adventure nel livello di Casinopolis, inoltre si può far crescere un Chao con le sembianze di Nights
- Sonic Shuffle
- Sonic Adventure 2 in City Escape e Radical Highway, inoltre si può far crescere un Chao con le sembianze di Nights
- Billy Hatcher and the Giant Egg
- Sonic Pinball Party
- Sonic Battle in Speed Demon
- Shadow the Hedgehog in Lethal Highway
- Sonic Riders e Sonic Riders: Zero Gravity
- Sega Superstars e Sega Supertars Tennis
- Sonic & SEGA All-Stars Racing (al traguardo[8])
- Sonic Generations in Radical Highway
- Sonic & All-Stars Racing Transformed
- Sonic Lost World in Nightmare Zone
- Sonic Runners
- Phantasy Star Online I & II Plus in un livello dell'Episodio 2
- Sonic Superstars (come Metal Fighter)

## Creazione e concezione
Naoto Ōshima era il designer originale di Nights e Kazuyuki Hoshino era il Character Design per Nights into Dreams.... Quando si decise di creare il sequel Nights: Journey of Dreams, Naoto Ōshima aveva lasciato la SEGA, e Kazuyuki Hoshino diventò il Character Design per questo videogame. Takashi Iizuka, il Lead Game Designer, capì che con Hoshino sarebbe riuscito a rievocare lo stile del capitolo precedente.
I creatori del sequel, ampliando la trama rispetto al titolo precedente, hanno deciso di dare una voce a Nights. Oltre a ciò Nights ha un accento inglese, per dare un aspetto più "britannico", invece che americano, all'intero gioco (i livelli infatti ricordano paesaggi londinesi).

## Personaggio
Nights agisce in maniera infantile, non pensando un attimo alle conseguenze delle sue azioni. A volte spaventa le persone per divertimento, ma la maggior parte del tempo è molto cavalleresco. Nights è anche molto misericordioso, come si vede con Reala in Journey of Dreams. Gli piacciono le cose nuove e inusuali, ma odia farsi dire ciò che deve fare. Nights, però, non è intrinsecamente buono. Semplicemente non gli piace Wizeman poiché non gli permette di vivere in libertà. A volte, quando è molto rilassato, Nights "tira fuori" un flauto invisibile con cui suona Dreams Dreams, la colonna sonora del gioco.

### Genere
C'è grande dibattito sul sesso di Nights. SEGA ha ripetuto diverse volte che Nights è asessuato, e Takashi Iizuka ha ribadito "Nights è neutrale, e perciò asessuato. Le impressioni del personaggio riguardo al sesso sono lasciate al giocatore". Il gioco Nights: Journey of Dreams ha causato ancor più confusione, riferendosi a Nights come un maschio ma la cui voce è di un doppiatore femminile, nelle intenzioni degli sviluppatori per dare a Nights la voce di un bambino.

### Abilità
Una abilità fondamentale di Nights è il volo. Mentre vola Nights rilascia dalle sue mani una sostanza brillante chiamata "Twinkle Dust". Creando un cerchio con la Twinkle Dust, Nights è in grado di creare un Paraloop, cioè un vortice in grado di risucchiare cose e sconfiggere nemici.
Nights ha l'abilità di trasformarsi in quasi tutto (come un bob, una barca, una montagna russa, un dragone, un razzo o un delfino), abilità sfruttata nel sequel con l'introduzione delle Persona Mask, sebbene anche senza di esse Nights è in grado di cambiare la propria forma.
In entrambi i giochi Nights può inoltre dualizzarsi con qualcuno (solitamente uno dei bambini protagonisti), cioè permettere ai due corpi di assimilarsi l'un l'altro, semplicemente sfiorando le mani.

### Dimora
Nights viene da Nightopia, luogo che prende forma in base ai pensieri, le idee, le personalità e le volontà dei Visitatori (umani provenienti dal mondo reale, che durante un sogno giungono in questo mondo). Nights vive assieme ad Owl, un gufo marrone che fa da guida nel videogioco per Wii, e i Nightopian, abitanti di Nightopia.
Ma Nights è pur sempre un Nightmaren, essendo la sua origine nell'oscuro regno di Nightmare (mondo in cui i Visitatori giungono se stanno facendo un incubo, e che assieme a Nightopia forma la Night Dimension). Anche se è un Nightmaren e perciò fondamentalmente malvagio, Nights dimostra di essere dalla parte dei buoni e tenta di fermare Wizeman dal conquistare Nightopia.

### Interazioni con gli altri personaggi
I Bambini (Claris, Elliot, Will e Helen): Nights è gentile con i bambini in entrambi i giochi, aiutandoli a sconfiggere nelle due occasioni il perfido Wizeman.
Owl: Nights mostra mancanza di rispetto per Owl, ma mostra anche una sorta di amicizia con il volatile. Owl spesso sembra frustrato dal comportamento chiassoso di Nights, e a volte lo rimprovera senza risultato.
Wizeman: Nights una volta era leale a Wizeman, ma incominciò a capire che ciò che faceva era sbagliato, e doveva essere fermato. Nights inoltre desiderava avere più libertà, che Wizeman non gli concedeva. Pertanto Nights decise di ribellarsi. Il loro odio reciproco è forte, e in battaglia entrambi non mostrano pietà.
Reala: La relazione tra Nights e Reala appare complicata. Nights sembra ancora considerare Reala come un amico, o almeno un vecchio amico. Reala spesso si approfitta della pietà di Nights, sfruttando l'opportunità per imprigionarlo. Reala a volte si riferisce a Nights come "fratello"

## Accoglienza
Nella sua recensione di Nights into Dreams..., Kevin Vanord di GameSpot ha descritto il personaggio come un "giullare androgino", definizione adottata anche da Gamesurf.
Riferendosi a Nights: Journey of Dreams, IGN ha detto "Nights è essenzialmente Sonic nell'aria". La recensione di IGN del gioco lo ha chiamato una "creatura misteriosa". È inoltre scritto che "la voce è decente, se non un po' eccessiva"